# Japanse stelling voor koordenvierhoeken
De Japanse stelling voor koordenvierhoeken zegt dat de middelpunten van de ingeschreven cirkels van de vier driehoeken die gevormd worden door de zijden en de diagonalen van een koordenvierhoek, een rechthoek vormen.
Uit deze stelling volgt vrij eenvoudig de Japanse stelling voor vierhoeken. Hij kan vervolgens gebruikt worden om de Japanse stelling algemeen te bewijzen. Dat bewijs maakt gebruik van volledige inductie naar het aantal hoekpunten.